# Stratton-on-the-Fosse
Stratton-on-the-Fosse is een civil parish in het bestuurlijke gebied Mendip, in het Engelse graafschap Somerset met 1108 inwoners.

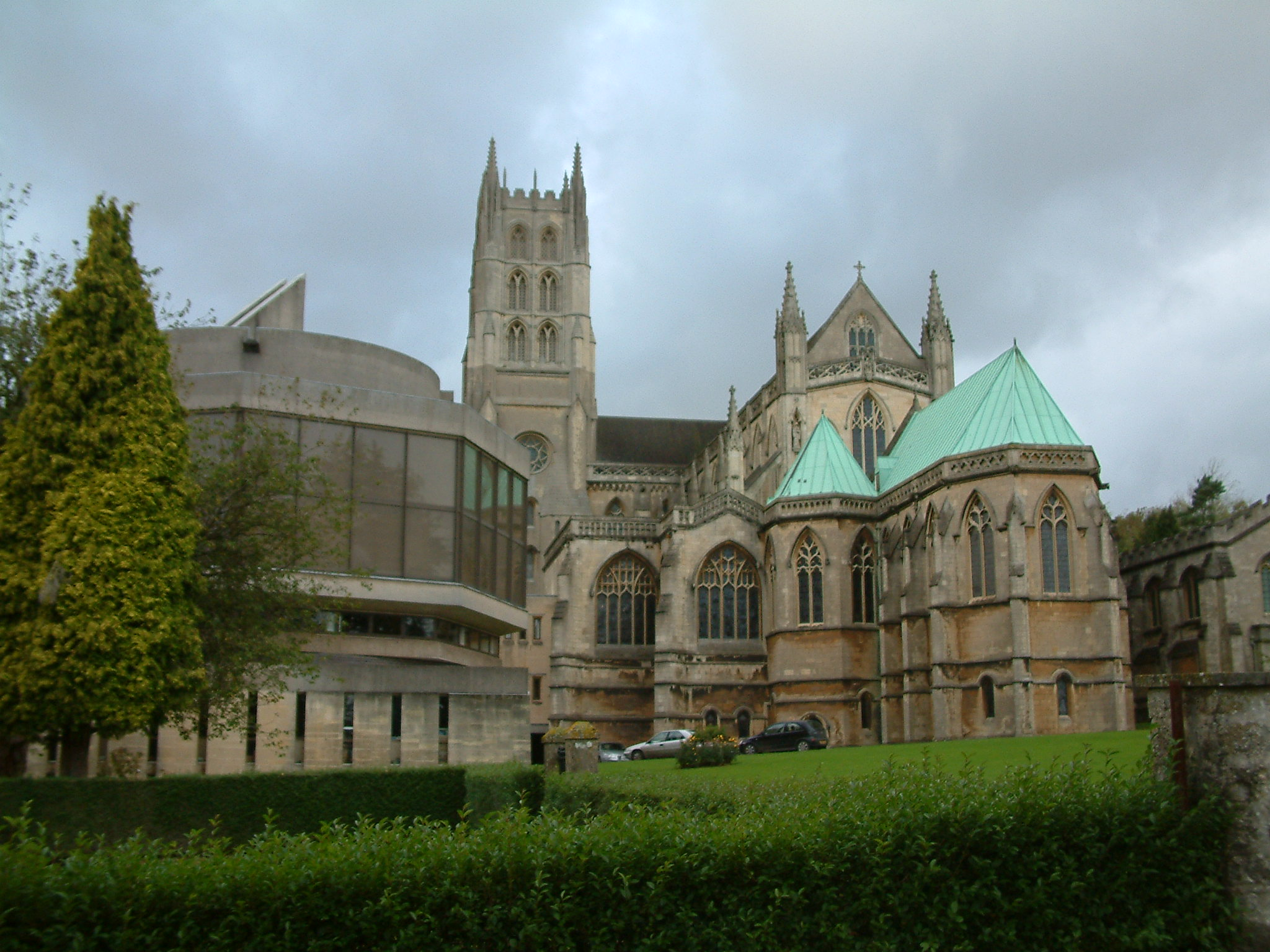
Downside Abbey Church